# Imaginaerum
Imaginaerum je sedmi studijski album finske simfonične metal skupine Nightwish, izdan 30. novembra 2011.

## Seznam pesmi
1. "Taikatalvi" (Finnish for "Magic Winter") - 2:35
2. "Storytime" - 5:22
3. "Ghost River" - 5:24
4. "Slow, Love, Slow" - 5:50
5. "I Want My Tears Back" - 5:07
6. "Scaretale" - 7:32
7. "Arabesque" (instrumental) - 2:52
8. "Turn Loose the Mermaids" - 4:18
9. "Rest Calm" - 6:59
10. "The Crow, the Owl and the Dove" - 4:08
11. "Last Ride of the Day" - 4:31
12. "Song of Myself" - 13:30
13. "Imaginaerum" (instrumental) - 6:18